# Brookmerland (streek)

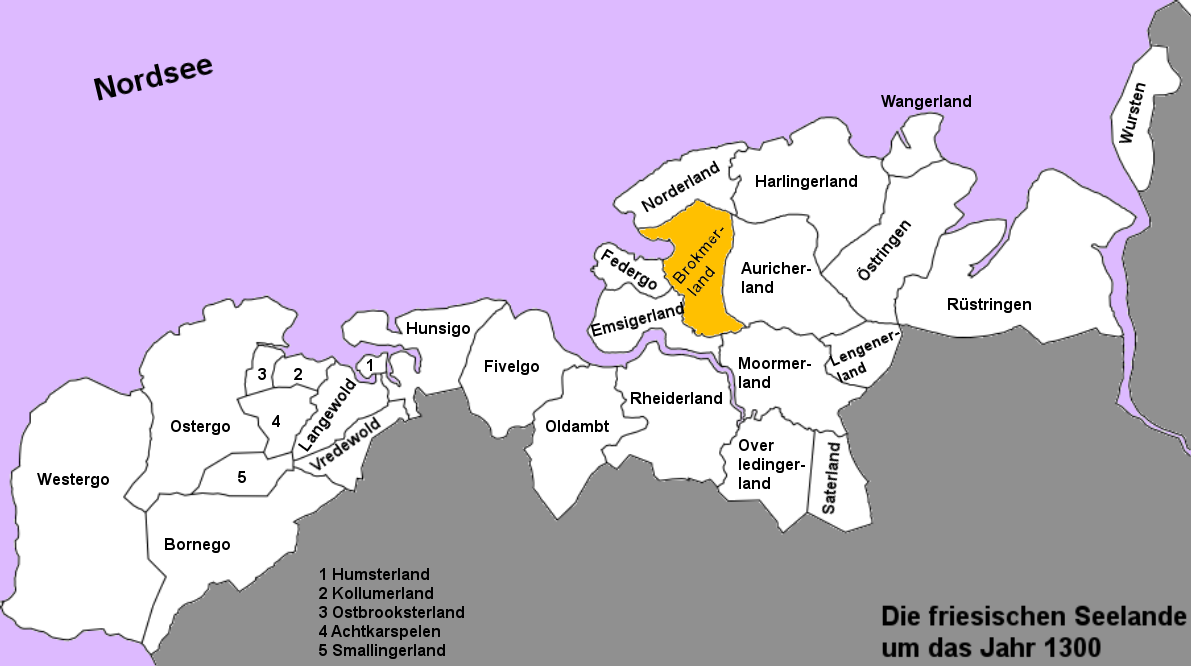
Broekmerland, een van de Friese zeelanden

Het Brookmerland (Fries: Bro(o)kmerland en Nederlands (historisch): Broekmerland) is een gebied in het noordwesten van de Duitse regio Oost-Friesland. In de vroege Middeleeuwen omvatte het gebied van de huidige gemeentes Brookmerland en Südbrookmerland. In de late Middeleeuwen werd dit gebied uitgebreid met het Norderland, de huidige gemeentes Norden, Hage en Dornum, waardoor het tegenwoordig de hele noordwesthoek van Oost-Friesland omvat.
Het Broekmerland was oorspronkelijk een zeer dunbevolkt gebied. De naam verwijst naar broekgronden, die ten zuiden en oosten lagen van de al eerder bevolkte streken in Oost-Friesland langs de kust.